# Elkins (Arkansas)
Pour l’article homonyme, voir Elkins.
La ville d’Elkins est située dans le comté de Washington, dans l’État de l’Arkansas, aux États-Unis. Sa population s’élevait à 2 648 habitants lors du recensement de 2010, estimée à 3 055 habitants en 2017.

## Démographie
Selon l'American Community Survey, pour la période 2011-2015, 93,86 % de la population âgée de plus de 5 ans déclare parler l'anglais à la maison, 4,37 % déclare parler l'espagnol, 0,96 % le persan, 0,48 % le lao et 0,32 % le tagalog.
| 1970 | 1980 | 1990 | 2000  | 2010  | - |
| ---- | ---- | ---- | ----- | ----- | - |
| 418  | 579  | 692  | 1 251 | 2 648 | - |

## Source
- (en) Cet article est partiellement ou en totalité issu de l’article de Wikipédia en anglais intitulé « Elkins, Arkansas » (voir la liste des auteurs).

1. ↑  (en) « American FactFinder - Results », sur factfinder.census.gov.
2. ↑  « Statistiques des États-Unis (Arizona) - Profils des comtés de 2010 » (consulté en novembre 2020)